# ArcGIS
 (septembre 2013).
ArcGIS est une suite de logiciels d'information géographique (ou logiciels SIG) développés par la société américaine Esri (Environmental Systems Research Institute, Inc.).

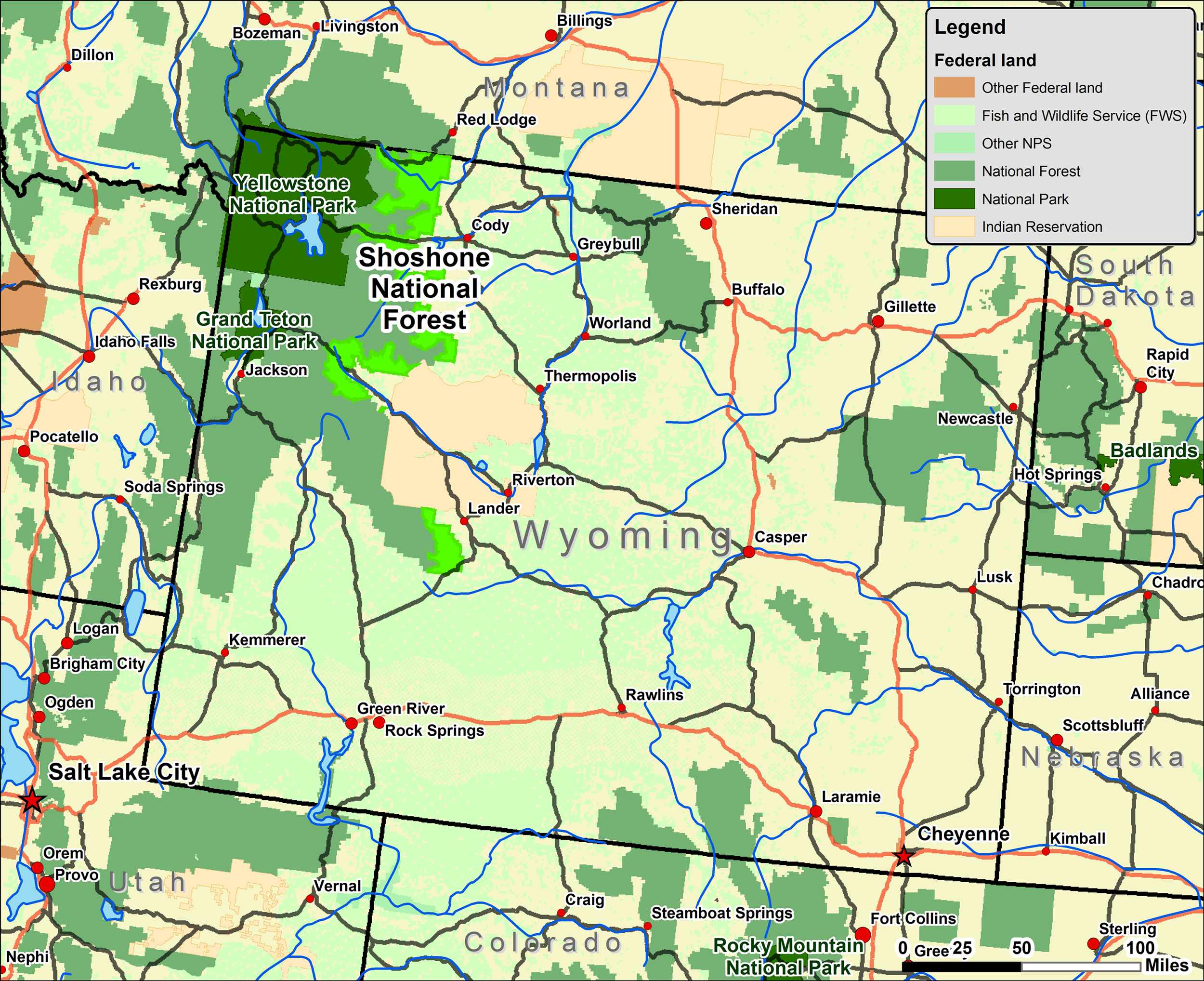
Exemple de carte réalisée avec ArcGIS

## Caractéristiques
Esri développe le système ArcGIS (auparavant appelé ArcView GIS). Ce système est composé de différentes plateformes qui permettent aux utilisateurs SIG, qu'ils soient bureautiques, web, ou mobiles, de collaborer et de partager l'information géographique[source secondaire souhaitée].
Le 21 octobre 2022, ESRI annonce que la version 10.9 de ArcMap ne serait pas publiée et que le logiciel  ne sera plus pris en charge à partir du 1er mars 2026.

## Historique

### ArcGIS 8.x
En 1999, Esri lance la version ArcGIS 8.0, qu'il est possible d'exécuter depuis le système d'exploitation Microsoft Windows[Lequel ?]. ArcGIS combine l'interface utilisateur visuelle d'ArcView GIS 3.x avec certains éléments d'Arc/INFO version 7.2. Ce jumelage donna naissance à la suite appelée ArcGIS. Un nouvel outil de gestion de données, appelé ArcCatalog, fait partie intégrante d'ArcGIS. La sortie de la suite ArcGIS constitue un changement dans les offres logicielles d'Esri, regroupant tous les produits au sein d'une même architecture.[réf. nécessaire]

### ArcGIS 9.x
ArcGIS 9 est sortie en 2004 et contient ArcGIS Server et ArcGIS Engine.

### ArcGIS 10.x
Une version 10 d'ArcGIS est disponible depuis la fin de l'année 2010.
La version 10.3.1, est disponible en français depuis juillet 2015. La nouveauté de la version 10.3 résulte dans la sortie de la nouvelle application bureautique ArcGIS Pro.
La version actuelle porte le numéro 10.8.2 et est disponible depuis 9 décembre 2021.